# Сори (гора)
Сори, Сахарная Головка — гора в Крыму Главной гряды Крымских гор.

## Описание
Этимология греч. сори — кучи, громады.
Высота над уровнем моря 982 метра. Вершина правильный голый крутобокий конус. Северные склон поросли буковым лесом, на южных обрывистых склонах скальные пояса вперемежку с рощами и луговинами. В 3 км к юго юго-востоку село Зеленогорье. К востоку в 1 км по гребню вершина Емула-Кая, в одном массиве.

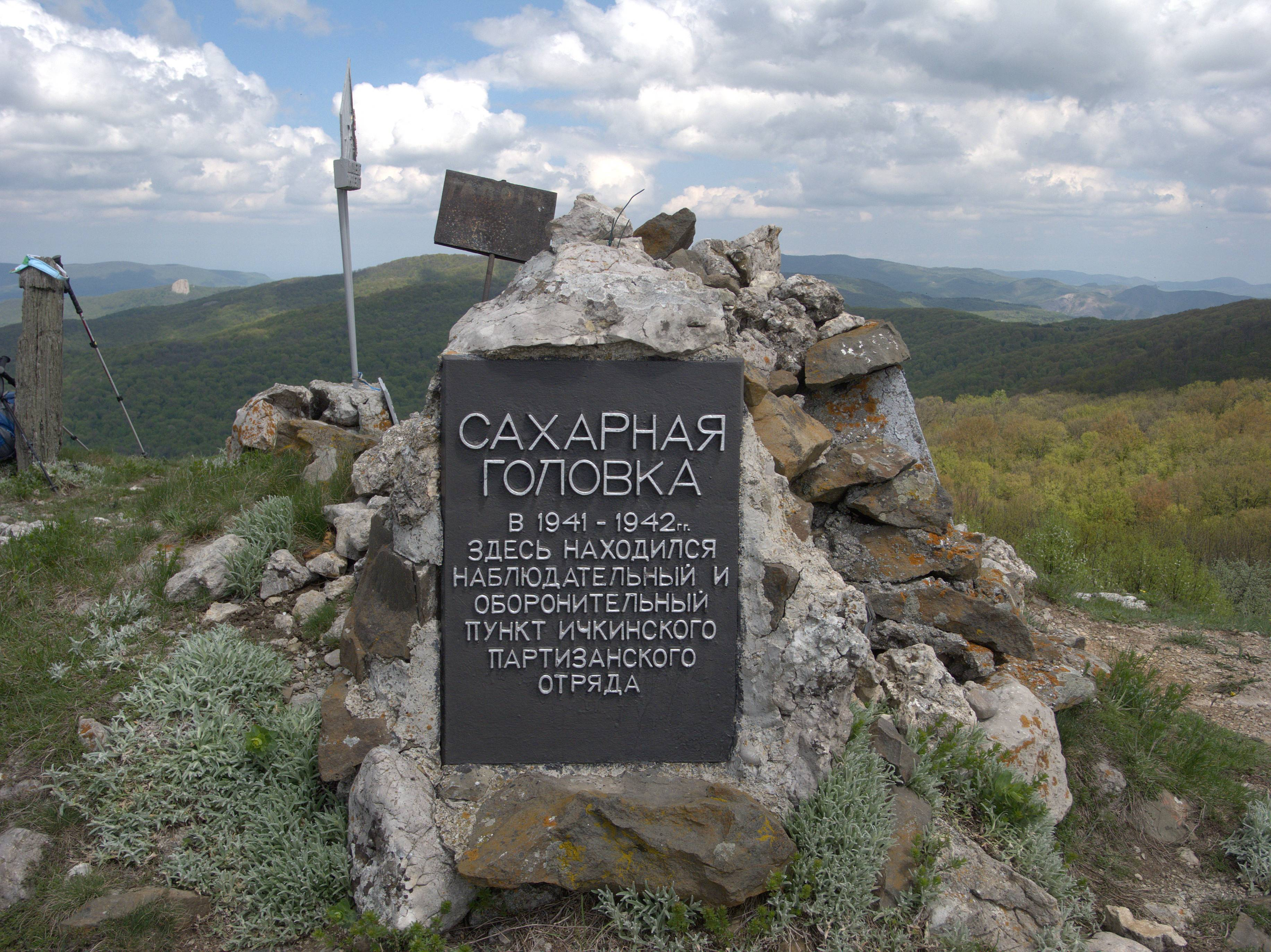

В 1.4 км к западу юго-западу от вершины находится перевал Горуча (743 м).
Место пешеходного туризма. Через гору проходит несколько туристических маршрутов, в том числе Крымская тропа. Видовые точки на юг на долину реки Арпат.

## История
Места боёв Восточного соединения партизан Крыма в 1941—1944 годах. На вершине горы установлено несколько памятных знаков, в том числе Ичкинскому партизанскому отряду.